# Бадахшан
 Тази статия е за историческата област.  За провинцията на Афганистан вижте Бадахшан (провинция).  
Бадахшан (на пущунски: بدخشان; на таджикски: Бадахшон) е историко-географска област в Централна Азия, днес част от територията на Афганистан и Таджикистан.
Представлява планинска област, обхващаща части от Памир и Хиндукуш. Областта съвпада приблизително с територията на афганистанската провинция Бадахшан и таджикистанската Горнобадахшанска автономна област. Жителите са предимно таджики и памирци, а преобладаващите религии са исмаилизмът и сунизмът.